# Senckenbergiana Lethaea
Senckenbergiana Lethaea est une publication scientifique.
C'est la descendante de la publication Senckenbergiana, créée en 1919 et qui s'est arrêtée en 1954. Elle a alors été renommée et continuée sous les titres Senckenbergiana Biologica et Senckenbergiana lethaea.
Senckenbergiana Lethaea a elle-même donnée naissance à la revue Palaeobiodiversity and Palaeoenvironments.